# Giro delle Fiandre 1971
Il Giro delle Fiandre 1971, cinquantacinquesima edizione della corsa, fu disputato il 4 aprile 1971, per un percorso totale di 268 km. Fu vinto dall'olandese Evert Dolman, al traguardo con il tempo di 6h12'00", alla media di 43,225 km/h, davanti a Frans Kerremans e Cyrille Guimard.
I ciclisti che partirono da Gand furono 135; coloro che tagliarono il traguardo a Meerbeke furono 82.

## Ordine d'arrivo (Top 10)
| Pos. | Corridore             | Squadra   | Tempo    |
| ---- | --------------------- | --------- | -------- |
| 1    | Evert Dolman          | Flandria  | 6h12'00" |
| 2    | Frans Kerremans       | Hertekamp | a 2"     |
| 3    | Cyrille Guimard       | Fagor     | s.t.     |
| 4    | Georges Vanconingsloo | Molteni   | s.t.     |
| 5    | Frans Mintjens        | Molteni   | s.t.     |
| 6    | Jan Janssen           | Bic       | s.t.     |
| 7    | Jan Krekels           | Goudsmit  | s.t.     |
| 8    | Tony Houbrechts       | Salvarani | s.t.     |
| 9    | Ole Ritter            | Dreher    | s.t.     |
| 10   | Frans Maes            | Goldor    | s.t.     |